# Steenbergen-Centrum

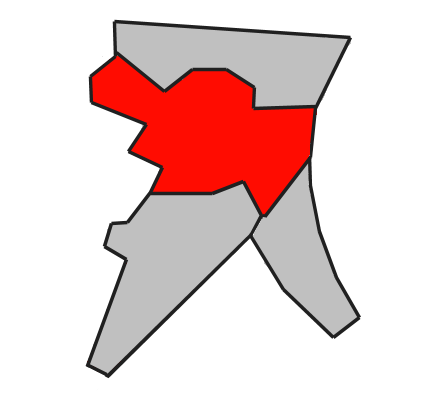
Locatie van Steenbergen-Centrum.

Steenbergen-Centrum is een wijk in de Nederlandse stad Steenbergen.

## Beschrijving
Steenbergen-Centrum omvat de bebouwing binnen de oude vesting van Steenbergen, de haven en de strook bebouwing tussen de Krommeweg en de Nassaulaan. De wijk grenst aan alle overige Steenbergse wijken, te weten Steenbergen-Zuid, -Noord en Welberg.
Met bijna 3500 inwoners is Steenbergen-Centrum de op twee-na grootste wijk naar aantal inwoners. Binnen de wijk bestaan verschillende buurten, zoals de Nieuwstad, de Oranjewal, het Drievierde en het Havenkwartier.
In het centrum bevinden zich onder meer de Sint-Gummaruskerk, de Witte Kerk en het Oude Stadhuis tezamen met belangrijke straten als de Kaaistraat, Blauwstraat, Visserstraat, de Kromme Elleboog en de Markt.